# 목사의 구혼

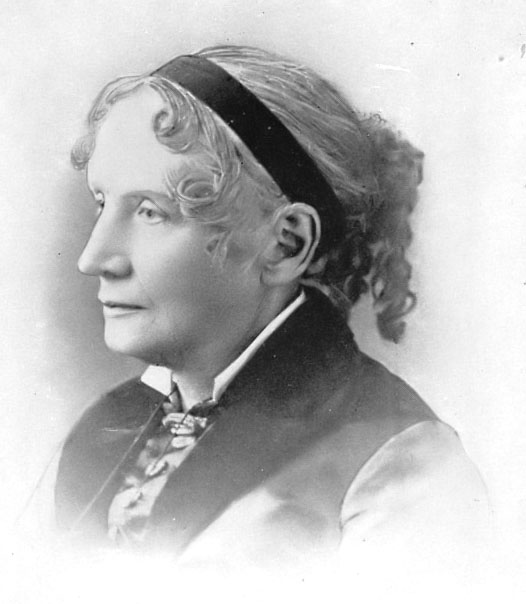
스토우 부인

목사의 구혼(The Minister's Wooing)은 18세기 후반에 뉴포트 (로드아일랜드주)에서 사무엘 홉킨스와 그의 교구들의 소설적인 이야기로, 해리엇 비처 스토의 1859년 작품이다.
조나단 에드워즈의 제자였고,, 노예제도를 강하게 비판했던 사무엘 홉킨스는 그의 교구들의 사랑을 받았지만, 몇 명으로부터 심한 질타를 당했다.  
이 소설에서 스토부인은 칼빈주의 신학에 의구심을 품는다.  이 소설은 주홍글씨와 비슷한 상황이지만, 주로 감정적 로맨스를 다루고 있다.  노예제도에 대한 반항심과 예정론과 사심 없는 박애정신(Disinterested Benevolence)에 대한 의구심을 드러내고 있다.  

## 줄거리
스쿠더 여사의 딸인 메리는 홉킨스 목사를 존경하였다. 하지만 제임스 마빈을 사랑하게 되는데, 제임스는 신앙에 회의적이고, 바다에 모험을 가게 되었고, 이 때, 제임스의 구원을 위해 기도하는 메리는 그의 중생을 위해 기도하게 되고, 갑자기 그를 실은 배가 난파하게 된다.  메리는 홉킨스와 결혼을 승낙한다.  세월이 지나 제임스는 살아서 돌아오게 되고, 홉킨스 목사는 결혼을 취소하고 메리와 제임스는 행복한 날을 보내게 된다.   